# Martin Šotola
Martin Šotola (* 19. dubna 1976 Praha) je český dětský herec, ekolog, ekoaktivista a podnikatel. Proslavil se rolí Jirky Škopka v trilogii Slunce, seno… a jako Honzík ve filmu Bota jménem Melichar. Pracuje jako ředitel českého spolku AutoMat.

## Život
Narodil se 19. dubna roku 1976 v Praze. Poprvé se před kamerou objevil jako novorozenec v seriálu Nemocnice na kraji města.
První výraznější roli získal ve filmové komedii Slunce, seno, jahody, ve které ztvárnil postavu Jirky Škopka. Tuto roli si zopakoval ještě v pokračováních Slunce, seno a pár facek a Slunce, seno, erotika. Mezi jeho další známé počiny patří filmy Bota jménem Melichar a Jára Cimrman ležící, spící. Jeho posledním filmem byl dobrodružný film Záhada hlavolamu z roku 1993. Po tomto filmu s herectvím skončil a nějakou dobu brigádničil jako barman.
Po ukončení herecké kariéry se začal věnovat ekologii. Pracuje jako ředitel v českém spolku AutoMat. Ten prosazuje lepší prostředí pro život ve městě, kulturní akce a pěší dopravu.

## Filmografie (výběr)
- Slunce, seno, jahody (1983)
- Jára Cimrman ležící, spící (1983)
- Bota jménem Melichar (1983)
- Chobotnice z II. patra (1986)
- Veselé Vánoce přejí chobotnice (1986)
- Slunce, seno a pár facek (1989)
- Slunce, seno, erotika (1991)
- Záhada hlavolamu (1993)